# Fun Factory
Fun Factory GmbH es una empresa alemana fabricante de juguetes eróticos, especializada en consoladores de silicona, vibradores y bolas chinas. Está localizada en Bremen y todos sus productos se fabrican en Alemania. Sus ventas en 2006 fueron de 13.5 millones de euros. En los Estados Unidos existe una compañía hermana cuyos productos son distribuidos por TNB Distribution.